# Кенни, Майкл Хьюз
Майкл Хьюз Кенни (англ. Michael Hughes Kenny; 26 июня 1937, Голливуд, штат Калифорния, США — 19 февраля 1995, Амман, Иордания) —  прелат Римско-католической церкви, 3-й епископ Джуно.

## Биография
Майкл Хьюз Кенни родился в Голливуде, штат Калифорния 26 июня 1937 года. Обучался в колледже Святого Иосифа в Маунтин-Вью и семинарии Святого Патрика в Менло-Парке. По завершении образования, он был рукоположен в сан священника епископом Лео Мейхером в Санта-Розе 30 марта 1963 года.
Служил в приходах епархии Санта-Розы. Преподавал в средней школе. В 1972 году был назначен канцлером епархии. В 1977 году получил звание монсеньора.
22 марта 1979 года римский папа Иоанн Павел II номинировал его епископом Джуно. Епископскую хиротонию в Риме 27 мая 1979 года совершил сам римский папа, которому сослужили архиепископы Дурайсами Симон Лурдусами, секретарь Конгрегации евангелизации народов и Эдуардо Мартинес Сомало, заместитель государственного секретаря Святого Престола.
Занимал кафедру в течение пятнадцати лет. Проявил блестящие способности церковного администратора. Способствовал пасторской и монашеской миссии в небольших населенных пунктах епархии, которые не только поддерживали небольшие группы католиков, но оказывали посильную помощь и членам других конфессий.
Для коренных жителей Аляски при нём была построена церковь в городке Клоок. Архитектура храма была выдержана в традиционном стиле. Выступал за мир и справедливость для всех.
Он умер внезапно во время поездки в Иорданию 19 февраля 1995 года. Похоронен в Джуно. В апреле 2009 года его имя было присвоено Мемориальному парку мира в Джуно.